# Arthur Bonneval
Pour les articles homonymes, voir Bonneval.

a Compétitions nationales et continentales officielles uniquement.

b Matchs officiels uniquement.
Dernière mise à jour le 17 juin 2024.
Arthur Bonneval, né le 31 mai 1995 à Toulouse (Haute-Garonne), est un joueur français de rugby à XV jouant aux postes de centre ou d'ailier avec le Biarritz olympique. Il a fréquenté toutes les équipes de France juniors et est international avec l'équipe de France de rugby à sept.

## Biographie
Il est le fils d'Éric Bonneval, ancien international français de rugby à XV et le petit-fils de Henri Poudensan, ancien arrière du FC Auch. De nombreux membres de sa famille jouent au rugby.

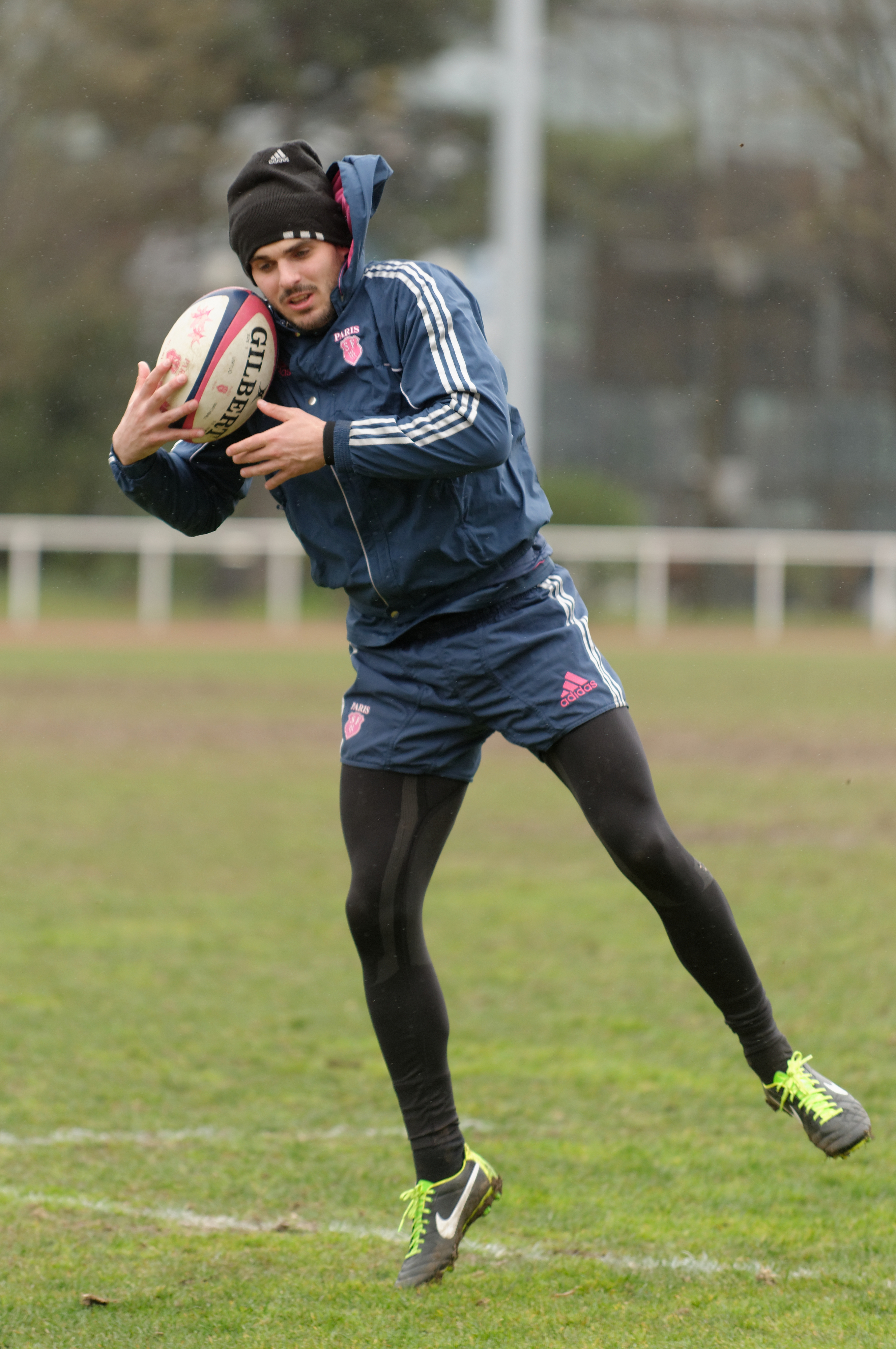
Hugo Bonneval est le demi frère de Arthur, il évolue avec le Stade français et avec le XV de France, au poste d'arrière.

Son demi-frère, Hugo Bonneval joue au RC Toulon et en équipe de France. Ce dernier, vivant en région parisienne, choisit le Stade français comme club formateur. Arthur Bonneval vit à Toulouse et fréquente le collège Pierre-de-Fermat puis les lycées toulousains de Jolimont, Ozenne, et Toulouse-Lautrec.
Il a également un demi-frère cadet, Max Auriac, qui est joueur de rugby à XV. Il évolue au Stade toulousain et au Colomiers rugby au poste d'arrière. Ses cousins Arnaud Mignardi et Paul Graou sont également joueurs de rugby professionnel, il a brièvement évolué avec le second au Stade toulousain en 2022-2023.
Arthur Bonneval étudie la psychologie, l'anglais et le chinois, en même temps qu'il commence sa carrière professionnelle,. Il est titulaire d'un contrat avec BMW ainsi qu'avec l'équipementier Nike.
Arthur Bonneval réalise des paris sportifs en rapport avec le rugby au cours de la saison 2014-2015, saison durant laquelle il ne dispute pas un match officiel avec son club. Il est donc sanctionné par la LNR une amende de 1 500 euros avec sursis et un blâme, car ses paris n'ayant pas été doublés de tentatives de fraude ou de manipulation.

## Carrière

### Débuts avec le Stade toulousain et l'équipe de France des moins de 20 ans (2014-2015)
Arthur Bonneval commence le rugby dans l'ancien club de son père, le Stade toulousain. Il devient ensuite international français de moins de 18 ans. Pour la saison 2013-2014, il est invité par la Fédération française de rugby à rejoindre le pôle France de Marcoussis, proposition qu'il décline, préférant rester au pôle de Toulouse et s'entrainer avec l'équipe professionnelle. Il est alors sanctionné et privé des équipes de France jusqu'à nouvel ordre, jusqu'en juin 2014, année de sa sélection avec les moins de 20 ans. Cela lui permet néanmoins de débuter avec l'équipe première durant le Tournoi des Six Nations 2014, profitant des absences de certains joueurs de l'effectif, en raison de sélections et de blessures. Il dispute ainsi son premier match au stade Yves-du-Manoir de Colombes face au Racing métro 92, le 25 janvier 2014, en rentrant pour la seconde mi-temps à la place de Jean-Pascal Barraque. Par la suite, il dispute trois autres matchs de Top 14 face à Montpellier, à Biarritz et à Castres. Ces performances poussent Fabien Pelous, manager de l'équipe de France des moins de 20 ans à faire appel à lui pour le championnat du monde junior 2014. Sa suspension est alors levée.
La saison suivante, il peut intégrer le pôle France de Marcoussis. Toutefois, la saison se complique par des blessures et il ne fait aucune apparition avec l'équipe première du Stade toulousain. Mais il n'est pas oublié par Fabien Pelous et participe au Tournoi des Six Nations des moins de 20 ans 2015 et au championnat du monde junior de la même année, où l'équipe de France obtient la quatrième place du classement. Il signe ensuite un contrat espoir avec le Stade toulousain d'une durée de trois saisons.

### Espoir en club et sélections avec l'équipe de France de rugby à sept (2015)
La saison 2015-2016 marque un tournant dans la jeune carrière d'Arthur Bonneval. Après des matchs amicaux de pré-saison réussis, il est pour la première titularisé en Top 14 pour le premier match de la saison face au CA Brive, durant lequel il inscrit son premier essai dans la compétition.

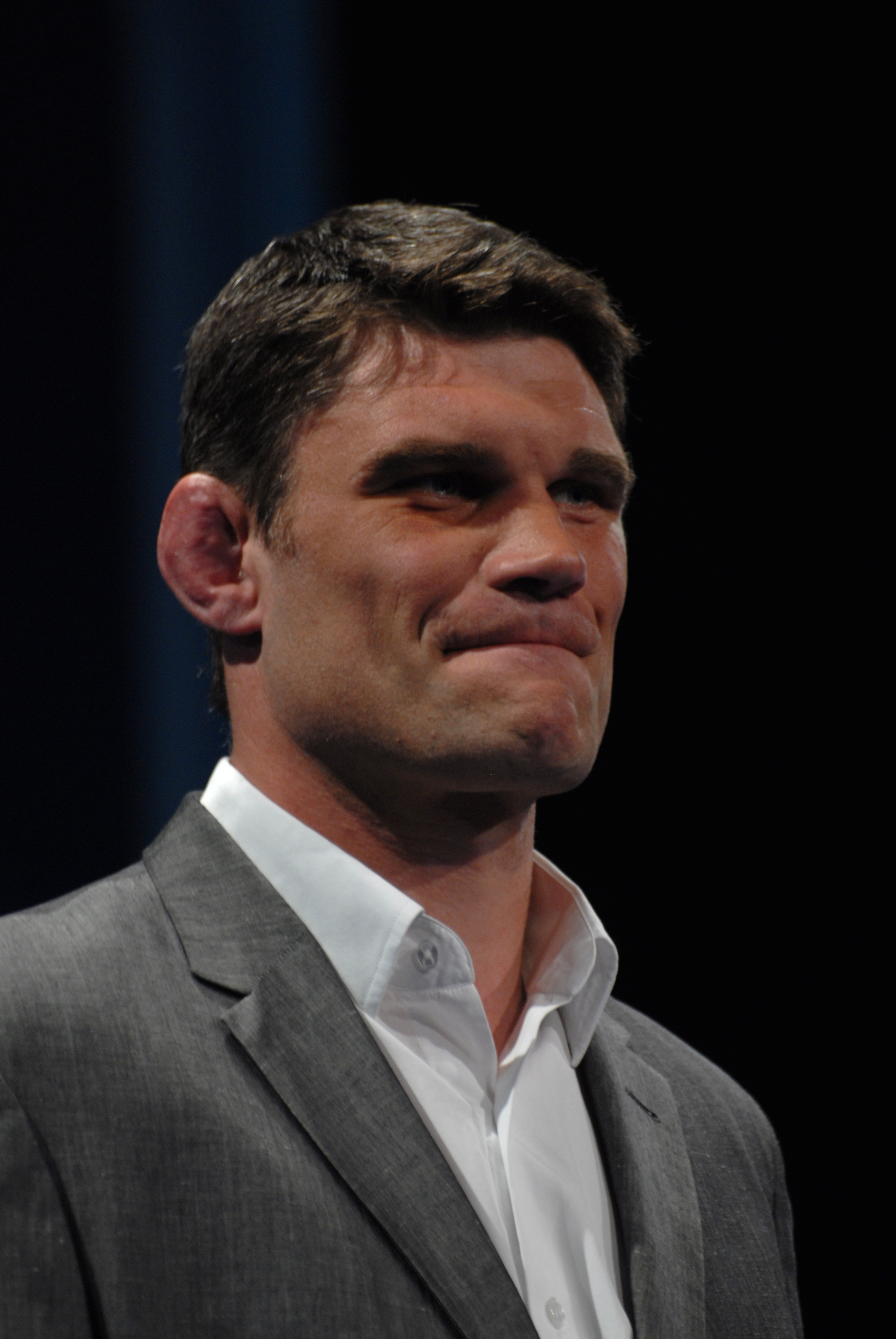
Fabien Pelous a été manager de l'équipe de France des moins de 20 ans puis directeur sportif au Stade toulousain aux débuts de Arthur Bonneval.

Les absences des internationaux français Yoann Huget et Gaël Fickou, partis disputer la coupe du monde 2015 en Angleterre, permettent à Arthur Bonneval de connaître plusieurs titularisations. Il réalise de bonnes prestations mais se blesse ensuite au dos, ce qui l'empêche de poursuivre les matchs suivant la fin des internationaux.

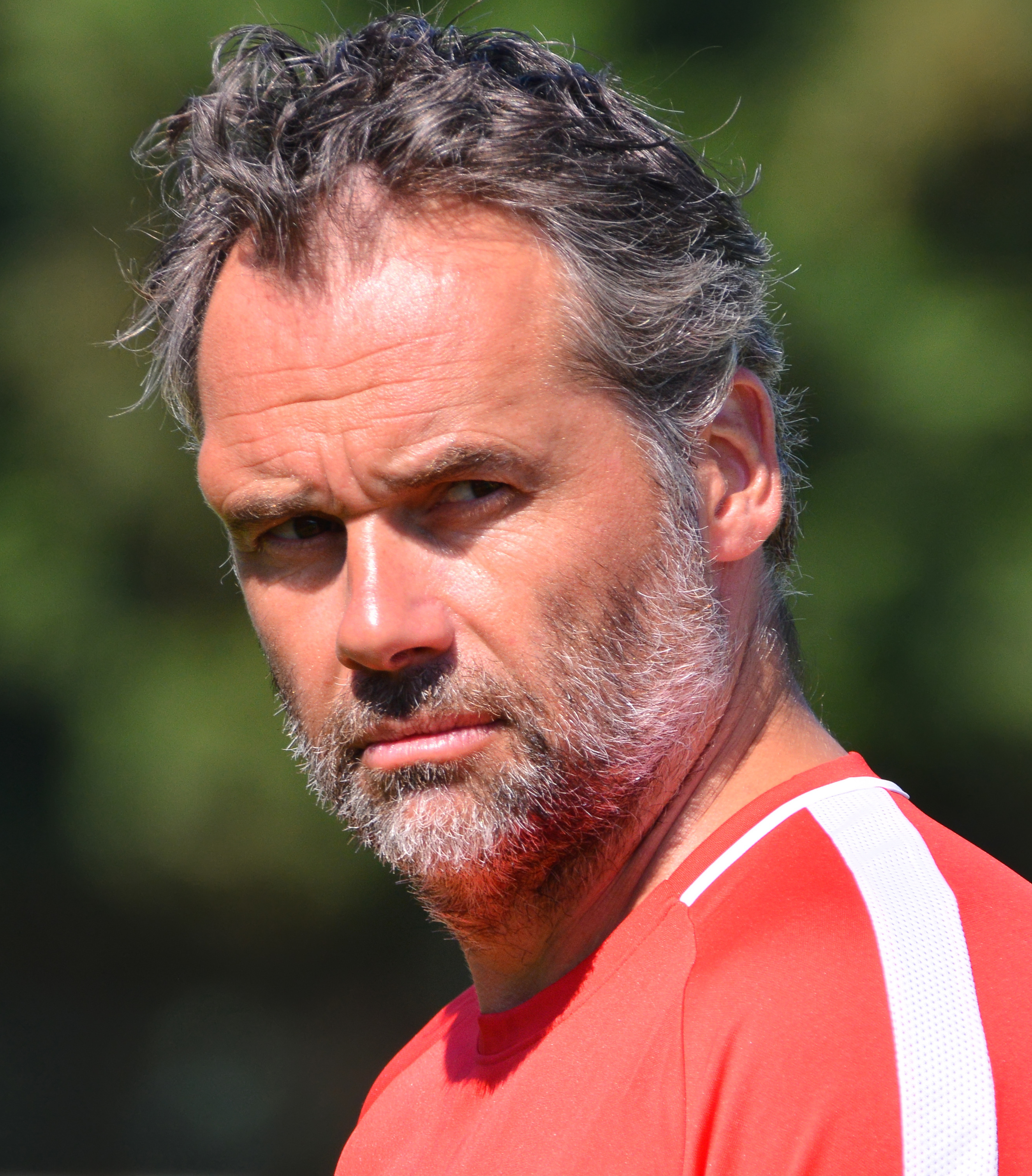
Ugo Mola, ici en 2018, est l'entraîneur d'Arthur Bonneval de 2015 à 2023.

Après un retour dans l'équipe espoirs du Stade toulousain, Arthur Bonneval réintègre le groupe professionnel pour le second match de coupe d'Europe, en novembre 2015, face à l'US Oyonnax. Il fait ses débuts dans cette compétition en rentrant à la 65e minute à la place de Clément Poitrenaud. Jusqu'alors, son entraîneur Ugo Mola ne le fait jouer mais qu'à l'aile, mais la semaine suivant le match contre Oyonnax, il rentre face au Racing 92 au poste d'arrière, match pendant lequel il inscrit un nouvel essai. Il est ensuite titularisé en coupe d'Europe, au Ravenhill Stadium contre la province irlandaise de l'Ulster. En février 2016, il un match amical contre l'équipe sud-africaine des Sharks. Il commence le match en tant que titulaire au centre.
Il n'est ensuite plus appelé pour des matchs professionnels, mais Jean-Claude Skrela, manager de l'équipe de France de rugby à sept, lui propose de participer à la tournée asiatique des World Rugby Sevens Series, aux tournois de Hong Kong et de Singapour.Lors de ce premier tournoi, Arthur Bonneval joue trois matchs sur les cinq français, pour une titularisation en quarts de finale de bowl. La France termine le tournoi en demi-finale de Bowl,. Le week-end suivant, il participe à la victoire de l'équipe de France sur la Nouvelle-Zélande (24-0) en rentrant en cours de match ; la France n'avait plus battu cette équipe depuis le France rugby sevens 2005. Il est titularisé face au Canada contre lesquels il inscrit son premier essai lors d'un match des World Series permettant à son équipe de terminer première de sa poule. La France se qualifie pour les quarts de Cup et échoue finalement en demi-finale de Plate face aux Samoa (correspondant à une 7e place ex aequo),.
Arthur Bonneval fait également partie de l'équipe pour la tournée européenne. Il ne dispute pas le premier tournoi de Paris, mais celui de Londres. Il y joue quatre matchs, dont une titularisation en demi-finale de Plate contre l'Argentine. La France perd ce match et termine une nouvelle fois à une 7e place ex aequo.

### Une progression freinée par les blessures (2017-2023)
En juillet 2016, il figure sur la Liste développement de 30 joueurs de moins de 23 ans à fort potentiel que les entraîneurs de l'équipe de France suivent pour la saison 2016-2017. En novembre 2016, il est sélectionné dans l'équipe des Barbarians français pour affronter une sélection australienne au Stade Chaban-Delmas de Bordeaux. Les Baa-Baas parviennent à s'imposer 19 à 11 grâce à un essai de Raphaël Lakafia à la 77e minute. En juin 2017, il est de nouveau convoqué pour jouer avec les Barbarians français qui affrontent l'équipe d'Afrique du Sud "A" les 16 et 23 juin en Afrique du Sud. Titulaire lors du premier match puis pas utilisé pour le second, les Baa-baas s'inclinent 36 à 28 à Durban puis 48 à 28 à Soweto.
En août 2017, il se blesse gravement à l'entraînement : une rupture du ligament croisé antérieur du genou droit l'éloigne des terrains pour la plus grande partie de la saison. Néanmoins, en octobre, il prolonge son contrat avec le Stade toulousain et s'engage ainsi avec le club jusqu'en 2020. Il signe une nouvelle prolongation en novembre 2019 jusqu'à la fin de la saison 2021-2022.
Le 1er février 2020, il participe à la première édition du Supersevens avec le Stade toulousain. Il joue 2 matchs et inscrit 1 essai. Mais il se blesse à nouveau en juillet, victime d'une rupture du tendon d'Achille à l'entraînement. Cela affecte le début de la saison 2020-2021, qui ne se passe pas bien pour Bonneval : fin mars 2021, il se fracture un métacarpe de la main droite. Il peut rejouer quelques matchs en avril, mais le 15 mai, c'est cette fois la main gauche qui est atteinte après un quart de jeu contre Bayonne.
En novembre 2021, il est de nouveau invité dans l'équipe des Barbarians français pour affronter les Tonga au Matmut Stadium Gerland de Lyon,. Les Baa-Baas s'imposent 42 à 17 grâce à six essais inscrits. De même un an plus tard, il est une nouvelle fois appelé avec les Barbarians français, dans un groupe de 23 joueurs, pour affronter les Fidji au Stade Pierre-Mauroy.

### Départ en Pro D2 à Brive puis Biarritz (depuis 2023)
Au mois de janvier 2023, alors qu'il a peu de temps de jeu au Stade toulousain, seulement trois matchs disputés cette saison, il rejoint le CA Brive en qualité de joker médical jusqu'à la fin de saison à la suite de nombreuses absences dans l'effectif briviste. Malgré son départ en Corrèze, il fait partie du groupe toulousain champion de France en 2023.
En juin 2024, il s'engage pour deux saisons au Biarritz olympique.

## Style de jeu
Arthur Bonneval est un joueur polyvalent. En effet, il peut jouer à l'aile mais aussi au centre et à l'arrière. Il est rapide et doté d'appuis puissants.

## Statistiques

### En club
| Saison                 | Club                   | Championnat | Championnat | Championnat | Coupe d'Europe     | Coupe d'Europe | Coupe d'Europe |
| Saison                 | Club                   | Compétition | Matchs      | Essais      | Compétition        | Matchs         | Essais         |
| ---------------------- | ---------------------- | ----------- | ----------- | ----------- | ------------------ | -------------- | -------------- |
| 2013-2014              | Stade toulousain       | Top 14      | 4           | 0           | Coupe d'Europe     | -              | -              |
| 2014-2015              | Stade toulousain       | Top 14      | -           | -           | Coupe d'Europe     | -              | -              |
| 2015-2016              | Stade toulousain       | Top 14      | 7           | 2           | Coupe d'Europe     | 2              | 0              |
| 2016-2017              | Stade toulousain       | Top 14      | 11          | 3           | Coupe d'Europe     | 4              | 4              |
| 2017-2018              | Stade toulousain       | Top14       | -           | -           | Challenge Européen | -              | -              |
| 2018-2019              | Stade toulousain       | Top14       | 19          | 10          | Coupe d'Europe     | -              | -              |
| 2019-2020              | Stade toulousain       | Top14       | 8           | 2           | Coupe d'Europe     | 2              | -              |
| 2020-2021              | Stade toulousain       | Top14       | 4           | -           | Coupe d'Europe     | -              | -              |
| 2021-2022              | Stade toulousain       | Top14       | 8           | 2           | Coupe d'Europe     | 1              | 1              |
| Total Stade toulousain | Total Stade toulousain | Top 14      | 61          | 19          | Coupe d'Europe     | 9              | 5              |

### En équipe nationale

#### Équipe de France des moins de 20 ans
Arthur Bonneval joue en équipe de France des moins de 20 ans de 2014 à 2015. Il participe une fois au Tournoi des Six Nations (en 2015) et deux fois au championnat du monde junior (en 2014 et 2015). Sur l'ensemble de ces trois compétitions, Arthur Bonneval dispute un total de 12 matchs durant lesquels il inscrit 5 essais.

#### Équipe de France de rugby à sept
Arthur Bonneval est appelé pour la première fois en équipe de France de rugby à sept pour une série de deux tournois (Hong Kong et Singapour) comptant dans les World Series 2015-2016, puis pour le tournoi de Londres. Il joue ainsi un total de trois tournois et 11 matchs dont 4 titularisations pour un essai.

#### Équipe de France de rugby
En juillet 2016, Arthur Bonneval est sélectionné dans la liste développement du XV de France, qui représente l'avenir de l'équipe de France de rugby.

## Palmarès

### Centre de formation du Stade toulousain
Depuis qu'Arthur Bonneval a intégré le centre de formation du Stade toulousain, il a remporté différents titres dans plusieurs catégories de jeunes différentes.
- Champion de France Alamercery 2011 et 2012
- Champion de France Crabos 2013
- Finaliste du championnat de France espoir 2015

### En équipe de France des moins de 20 ans
Arthur Bonneval fait l'objet de multiples sélections dans les différentes équipes de France des jeunes. Il est entre autres appelé par Fabien Pelous, alors manager de l'équipe de France des U20 et futur directeur sportif du Stade toulousain. Arthur Bonneval dispute le tournoi des Six Nations des moins de 20 ans 2015. La France finit deuxième au classement général, derrière l'Angleterre, à l'issue de la défaite du dernier match décisif contre les Anglais. Au cours de mois de juin suivant, Arthur Bonneval participe au championnat du monde junior 2015. La France est dans la même poule que l'Angleterre mais parvient à se qualifier pour les demi-finales de la compétition. L'équipe de France est alors défaite par la Nouvelle-Zélande et finit le tournoi à la quatrième place du classement.
Au cours de la saison 2014-2015, Arthur Bonneval est intégré dans le pôle France de Marcoussis des espoirs de moins de 20 ans.

### En club
- Vainqueur du Championnat de France en 2019, 2021 et 2023 avec le Stade toulousain.